# Веселівський район (Росія)
Весе́лівський райо́н (рос. Весёловский район) — район у центральній частині Ростовської області Російської Федерації. Адміністративний центр — селище Веселий.

## Географія
Район розташований у центральній частині області по обидва береги річки Манич, на берегах Веселівського водосховища. На північному сході межує із Семикаракорським районом, на сході — із Пролетарським, на південному сході — із Сальським, на півдні — із Зерноградським, на заході — із Багаєвським районом.

## Історія
Боковський район був утворений 1935 року шляхом розукрупнення районів Азово-Чорноморського краю. 1 лютого 1963 року указом президії Верховної Ради РРФСР він був ліквідований, а територія розділена між сусідніми Семикаракорським та Зерноградським районами. 1978 року район поновлений, але вже із частин Семикаракорського та Багаєвського районів.

## Населення
Населення району становить 25876 осіб (2013; 26165 в 2010).

## Адміністративний поділ
Район адміністративно поділяється на 4 сільських поселення, які об'єднують 30 сільських населених пунктів:
| Поселення                             | Площа, км² | Населення, осіб (2010) | Центр          | Населені пункти |
| ------------------------------------- | ---------- | ---------------------- | -------------- | --------------- |
| Вернхьосолонівське сільське поселення | -          | 9431                   | Верхньосолоний | 16              |
| Веселівське сільське поселення        | -          | 10070                  | Веселий        | 4               |
| Краснооктябрське сільське поселення   | -          | 2542                   | Красний Октябр | 5               |
| Позднеєвське сільське поселення       | -          | 4140                   | Позднеєвка     | 5               |

### Найбільші населені пункти
| №  | Населений пункт | Населення, осіб (2010) |
| -- | --------------- | ---------------------- |
| 1  | Веселий         | 9 175                  |
| 2  | Верхньосолоний  | 1 764                  |
| 3  | Садковський     | 1 631                  |
| 4  | Красний Октябр  | 1 115                  |
| 5  | Позднеєвка      | 1 110                  |
| 6  | Красне Знам'я   | 1 094                  |
| 7  | Середній Манич  | 1 055                  |
| 8  | Ленінський      | 1 036                  |
| 9  | Мала Западенка  | 906                    |
| 10 | Чаканіха        | 894                    |

## Економіка
Район є цілком сільськогосподарським, тут працює 12 колективних та понад 200 фермерських господарств, які займаються вирощуванням зернових, технічних культур (соняшнику), овочів та тваринництвом. Розвивається переробна промисловість сільськогосподарської продукції.

## Персоналії
У районі народились:
- Огнєв Євдоким Павлович — командир крейсеру «Аврора», який здійснив перший холостий постріл 25 жовтня 1917 року.
- Думенко Борис Мокейович — командир 1-го об'єднаного кавалерійського корпусу Червоної армії.
- Сорокін Микола Євгенович — народний артист Росії, художній керівник Ростовського театру драми, депутат Державної думи 3 скликання.
- Дагаєва Олена Семенівна (* 1936) — бригадир-оператор виробництва пластмас, Герой Соціалістичної Праці.